# Aechmutes armatus
Aechmutes armatus là một loài bọ cánh cứng trong họ Cerambycidae.